# Agelaius
Agelaius és un gènere d'ocells de l'ordre dels passeriformes i la família dels ictèrids (Icteridae). Són aus insectívores que habiten en zones de praderies. Els mascles són negres (el que les val l'apel·latiu vulgar de merles) amb pegats acolorits als muscles. Les femelles són de colors molt més modestos.
Aquest gènere es va establir per Louis Jean Pierre Vieillot el 1816.

## Taxonomia
Segons la classificació del Congrés Ornitològic Internacional (versió 2.4, 2010), aquest gènere està format per cinc espècies:
- Agelaius humeralis - sergent d'espatlles lleonades.[3]
- Agelaius xanthomus - sergent d'espatlles grogues.[4]
- Agelaius tricolor - sergent tricolor.[5]
- Agelaius phoeniceus - sergent ala-roig.[6]
- Agelaius assimilis - sergent d'espatlles vermelles.[7]